# Campeonato Paranaense de Futebol de 2012 - Terceira Divisão
A Terceira Divisão do Campeonato Paranaense de Futebol 2012, foi a 13ª edição da competição, a qual contou com a participação de 9 clubes. Sua organização, foi de competência da Federação Paranaense de Futebol.
Foram promovidos, o Francisco Beltrão o Colorado e o PSTC, para a Divisão de Acesso de 2013.

## Regulamento[3]
- Na primeira fase da competição as equipes se enfrentam em turno e returno, estando dívidas em dois grupos, respectivamente "Grupo A" e "Grupo B", sendo que apenas os dois mais bem colocados de cada grupo se classificam para a próxima fase.
- Na segunda fase, os classificados também  se enfrentam em turno e returno, onde os dois primeiros obtém automaticamente o acesso a Divisão de Acesso 2013.
- Os dois primeiros disputam duas partidas finais, para definir o campeão e o vice.

## Participantes em2012[4]
| Equipe                            | Cidade               | Região                            | No ano anterior                                                         | Estádio                              | Capacidade | Títulos        | Participações |
| --------------------------------- | -------------------- | --------------------------------- | ----------------------------------------------------------------------- | ------------------------------------ | ---------- | -------------- | ------------- |
| Clube Atlético Cambé              | Cambé                | Microrregião de Londrina          | Lugar                                                                   | Estádio José Garbelini               | 1.700      | 0 (não possui) | 4             |
| Colorado Atlético Clube           | Colorado             | Microrregião de Astorga           | Lugar                                                                   | Estádio Francisco Borges de Campos   | 1.000      | 0 (não possui) | 5             |
| PSTC                              | Londrina             | Microrregião de Londrina          | Lugar                                                                   | Estádio do Café                      | 45.000     | 0 (não possui) | 3             |
| Francisco Beltrão Futebol Clube   | Francisco Beltrão    | Microrregião de Francisco Beltrão | Lugar                                                                   | Estádio Anilado                      | 10.200     | 0 (não possui) | 2             |
| Pato Branco Esporte Clube         | Pato Branco          | Microrregião de Pato Branco       | Não Participou                                                          | Estádio Os Pioneiros                 | 1.500      | 1 (2009)       | 3             |
| Sport Clube São José              | São José dos Pinhais | Região Metropolitana de Curitiba  | Rebaixado do Campeonato Paranaense de Futebol de 2011 - Segunda Divisão | Estádio do Pinhão                    | 6.000      | 0 (não possui) | 1             |
| Sport Club Campo Mourão           | Campo Mourão         | Microrregião de Campo Mourão      | Rebaixado do Campeonato Paranaense de Futebol de 2011 - Segunda Divisão | Estádio Municipal Roberto Brzezinski | 3.948      | 0 (não possui) | 1             |
| Associação Portuguesa Londrinense | Londrina             | Microrregião de Londrina          | Estreante                                                               | Estádio Uady Chaiben                 | 3.000      | 0 (não possui) | 1             |
| União Futebol Clube               | Nova Fátima          | Microrregião de Cornélio Procópio | Estreante                                                               | Estádio Dr. Ross                     | 3.000      | 0 (não possui) | 1             |

- a ^  O União abandonou a competição após o W.O. na partida contra o Campo Mourão. Portanto, conforme o regulamento todos os seus jogos foram anulados.